# Дворец правосудия (Брюссель)
Дворец Правосудия (фр. Palais de Justice de Bruxelles, нидерл. Justitiepaleis van Brussel) — здание государственного суда в Брюсселе. Предположительно самое большое здание мира, построенное в продолжение XIX века.

## История

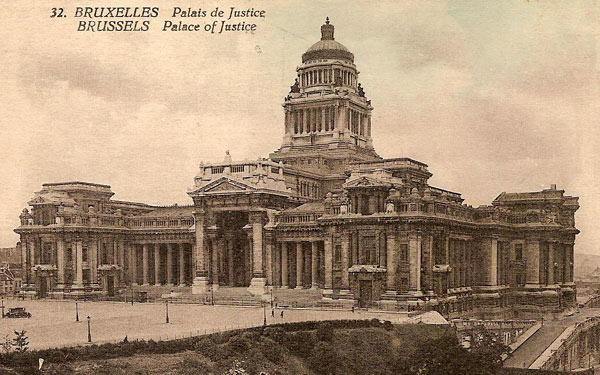
Дворец Правосудия в начале XX века

Ко времени возведения Дворца Правосудия в Брюсселе в Европе шла волна строительства зданий юстиции. Концептуальную основу бельгийского здания составил Дворец правосудия в Париже. К составлению плана приступили в 1831 году. Строительство должно было знаменовать законность новой государственной структуры. Здание олицетворяет размеры объединённой Бельгии и считается бельгийским национальным символом.
Строительство щедро финансировал король Леопольд II за счёт средств, полученных из колониального Конго. Стоимость строительства составила примерно 46,5 миллионов золотых франков.
С началом строительства пришлось зачистить старый городской район Bovendael, что возмутило некоторых горожан. Они придумывали архитектору Жозефу Пуларту оскорбительные прозвища, а слово «архитектор» приобрело негативную коннотацию в Брюсселе. Жителям расселяемых районов предложили дома в коммуне Уккел, Quartier du Chat.
Строительство окончилось в 1883 году, спустя 4 года после смерти главного архитектора. Здание расположено на площади Галгенберг, где прежде приводили в исполнение приговоры. Дворец формирует городской пейзаж, разделяя Верхний и Нижний города.
По воспоминаниям архитектора нацистской Германии Альберта Шпеера, это грандиозное здание нравилось Адольфу Гитлеру. Во время немецкой оккупации 3 сентября 1944 года сгорел купол здания, восстановленный и увеличенный на 2,5 метра после войны.
В 2008 году бельгийское правительство выдвинуло Дворец Правосудия в кандидаты Всемирного наследия ЮНЕСКО.

## Архитектура

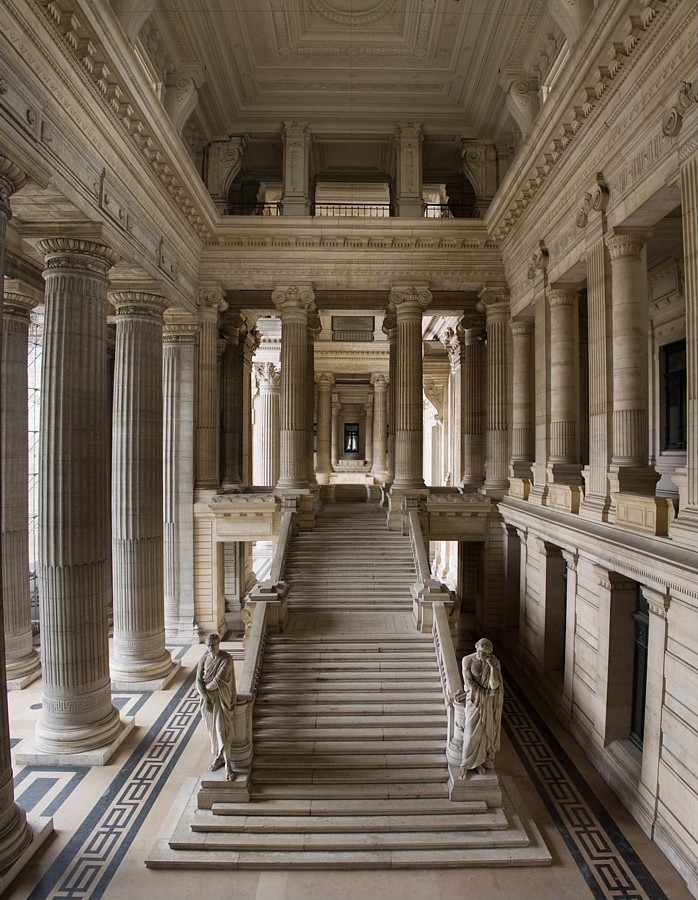
Интерьер Дворца Правосудия

Выстроен в стиле эклектика, совмещая в себе барокко, ренессанс, греческий, ассирийский стили.
По периметру размеры здания Дворца составляют 160 метров в длину и 150 метров в ширину. Его высота с куполом достигает 116 метров (или 104, или 142 метра), что подчёркивает монументальность здания. Внутренняя высота купольного зала равна 97,5 метров. Постройка занимает общую площадь в 52 464 м². Площадь внутренних помещений — 26 006 м² (для сравнения: внутренняя площадь собора Святого Петра в Ватикане составляет 22 000 м²). Главный зал у парадного входа (Salle des pas perdus) высотой 97,5 метров состоит из галерей и лестниц общим масштабом занимаемой площади 3600 м2.
Во дворце Правосудия имеются 27 залов судебных заседаний, 245 меньших помещений, 8 дворов. В настоящее время здесь также располагается кассационная палата Бельгии.
Ветшающее здание юстиции доставляет бельгийцам проблемы: купол более 25 лет не ремонтировался, многие залы повреждены и не используются, некоторые отделы переехали в новостройки. Сохранение здание как национального символа является предметом политических дискуссий.
Похожим по архитектурному исполнению является перуанский Дворец Правосудия в Лиме.